# 美輪明宏
美輪 明宏（みわ あきひろ、1935年〈昭和10年〉5月15日 - ）は、日本の歌手。俳優・演出家・タレント・声優・コメンテーター・ナレーターとしても活動している。
長崎県長崎市出身。本名及び1971年までの芸名は丸山 明宏（まるやま あきひろ）で、幼名は臣吾（しんご）。愛称はマルさん。
海星中学校を経て国立音楽大学附属高校を中退した。兄と姉と弟のいる五人兄弟の次男。自らの個人事務所である「株式会社オフィスミワ」所属。身長161cm。

## 略歴

### 長崎時代（1935年5月15日- 1951年）
1935年（昭和10年）5月15日（水曜日）、長崎県長崎市で、寺田作一・ヌメの間に、5人兄弟の次男として誕生する。出生名は寺田臣吾だった。母の実家の跡継ぎとして養子に出され、「丸山臣吾」へと改姓する。
美輪の実家は、長崎市内の「丸山遊廓」と呼称された遊廓の近くで、「世界」という名前のカフェーや料亭を経営して成功を収めており、経済的に豊かな環境で育った。当時の長崎は軍国主義前で、モダニズムが世の中を支配していた時代であった。400年の歴史のある長崎は、オランダ、ポルトガル、スペイン、イギリスをはじめ、中国・朝鮮人など多様な人種が住んでおり人種差別など皆無であった。
実家は、料亭やカフェのほか風呂屋も経営していた。家庭風呂などない時代であり、良家の者も風呂屋に通っていた。立派な身なりの人がコートからだんだん脱いでいって、さぞかし立派な裸だろうと想像していたら、気の毒なほど貧相な体であったり、逆に労働者が臭うような野良着を着て堂々と入ってきたが、ところが裸になるとマイヨールの彫刻のような素晴らしい体をしていた。それを見た美輪は、「着るものなど嘘っぱちじゃないの！この裸のままが本当の人間なんだ」と感じ、それ以降、人を見るときに容姿､容貌、年齢、性別、国籍、着ているもの、持っているものなど目に見えるものは見なさんな、見えないものを見る、それは心だ!そういう意識が幼心に芽生えた。
カフェーではありとあらゆる人が身分を隠して来ていたが、そこには神父もいれば教師や政治家もいて、はじめは紳士然としていても酔うほどに正体を現して、ホステスのスカートの下や着物の裾から手を入れたり頭を突っ込んだりしてひっぱたかれ、頭から酒をかけられてニヤニヤしていたが「この人の昼間の顔何なの？これが本当の姿なんだ」と、ものを見る目がそうなってきたため、心が揺るがなくなった。1941年12月、イギリスやアメリカ合衆国との戦争体制に入った中で父親は「敵性文化を商売にする事は時局にそぐわぬ」と言われて、やむ無くカフェーを閉店せざるを得なくなり、金融業に転業する。
1945年（昭和20年）8月9日、雲1つない快晴の日、長崎県長崎市本石灰町にある自宅で、当時10歳の美輪は窓際で夏休みの宿題に御伽草子の「万寿姫」の絵を描いていた。絵の仕上がりを確認するため、2、3歩後方に下がった時、何千ものマグネシウムを焚いたような白い光をみた。その直後に、激しい爆発音が聞こえ、家がぐらぐら揺れて傾いた。それは原子爆弾によるものであった（長崎市への原子爆弾投下）。女中に促され2人で布団をかぶるとすぐさま空襲警報が鳴りだし、その後爆風で机の下に飛ばされていた兄を起こして、3人で防空壕に向かった。6日後の終戦の日に爆心地近くにあった生母の実家へ祖父母を1人で探しに行き、惨状を目の当たりにする。
原爆により、父の貸付先が相次いで破産・死去したため、返済を受けられなくなった美輪一家は貧乏生活を余儀なくされた。その前に美輪の父の後妻が死去しており、父の後々妻も失踪する等の不幸に見舞われ、美輪は幼い異母弟達と辛い日々を送ることとなった。
終戦後、自身が鑑賞した映画に出演していた加賀美一郎のボーイソプラノに衝撃を受け、程無くして、声楽とピアノのレッスンを受け始める。海星中学校では、同期に西岡武夫がいた。

### 歌手 丸山明宏

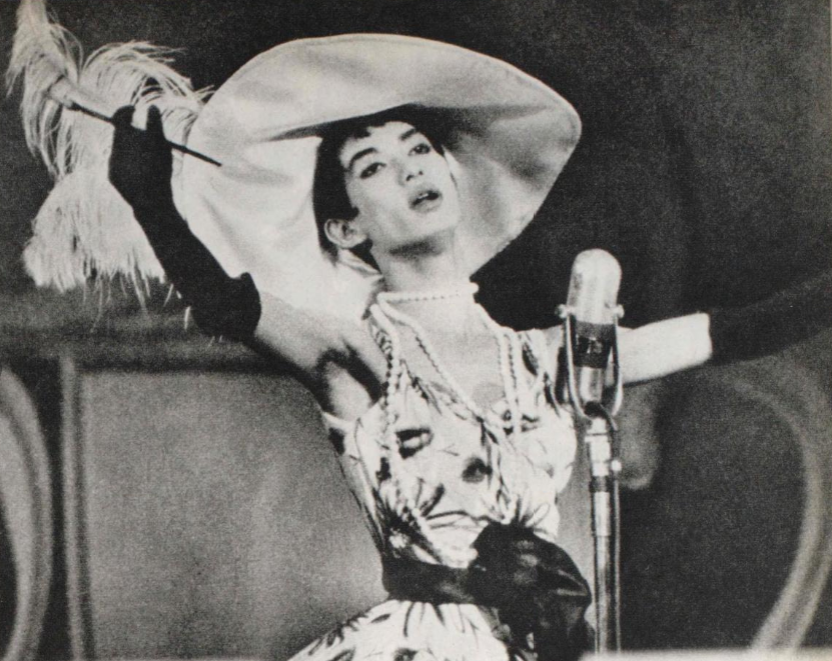
日本劇場で「メケ・メケ」を歌う美輪

エンリコ・カルーソーやベニャミーノ・ジーリの様なオペラ歌手、コンサート歌手を夢見て、1951年の春、15歳の美輪は国立音楽高等学校（現在の国立音楽大学附属高等学校）に進学するため上京する。この頃、音楽学校の教員の勧めで「丸山明宏」に改名する。このことについて美輪は「SmaSTATION!!」内で「小さい頃から家の周りにメイドさんがいろいろいたんだけど、その人たちが占いが好きだったのね。で、行くと『この子は不幸な子で…』っていうのが全部当たったわけ。『東京に出て、散々苦労した挙句、野垂れ死にする』って言われて、全部当たったわけ。死ぬ、っていうことだけが当たってないだけで。そのときの私の音楽学校の先生が、姓名判断を勧めてくれて、『丸山明宏』に替わったわけ。」と述懐している。なお、この改名については霊理学派姓名研究会の伊藤晴康の鑑定に従ったという説もあるが真偽は定かでない。
ある時、帰省した際に、父が生活が苦しくなった親戚に対して無情に見捨てるような態度をとったことに激怒し、大喧嘩した。父から絶縁を言い渡され、仕送りも当然ながら止められた。美輪は東京で自活するために高等学校を中退し、生活費を稼ぐために進駐軍のキャンプ廻りをして歌を披露した。2015年時点で「芸歴64年、1951年(昭和26年)に進駐軍のキャンプ廻りでジャズを歌いギャラを頂いたことがプロとしての始まり」と本人が語っている。新宿駅で寝泊りしていた時期もある。
1952年、17歳になった美輪は、ゲイバーやバーテンなどのアルバイトにも従事して日当を稼いでいた。その頃、銀座7丁目にあるシャンソン喫茶「銀巴里」（1951年 - 1990年）で美少年（ボーイ）兼歌手募集の張り紙広告を見て応募した。シャンソン喫茶「銀巴里」と歌手として専属契約を交わし、国籍・年齢・性別不詳として売り出す。次第に人気を博し、三島由紀夫、吉行淳之介、野坂昭如、大江健三郎、中原淳一、遠藤周作、寺山修司、なかにし礼等、文化人の支持を得る。歌手としての道を歩み始めた頃、父は事業に失敗し、美輪のもとを訪ねて金の無心をしてきた。かつての、父の親戚への無情な仕打ちと同じことを美輪が出来るはずもなく、かといって父を許せない気持ちが消えるはずもなかったが、兄弟の生活を守るために美輪は銀巴里での歌手活動とは別にアルバイトと称してキャバレーや進駐軍キャンプで歌った。
1957年、シャンソン「メケ・メケ」を日本語でカバーし、艶麗な容貌で、シャンソンを歌い上げ、一躍人気を博す。元禄時代の小姓衣装を洋装に取り入れ、レース地のワイシャツ等を身に纏いユニセックスファッションと、三島由紀夫が「天上界の美」と絶賛した美貌で、マス・メディアから「神武以来の美少年」、「シスターボーイ」と評され一世を風靡する。同じ、1957年製作の映画『暖流』（増村保造監督。大映）に歌手として出演している。
「メケメケ」以来のブームは、1年程で沈静化した。その間に、週刊誌で自身が同性愛者である事を公表したことや、旧来のシャンソンのイメージ（美輪曰く「蝶よ花よ、星よ月よに終始する“おシャンソン”」）に無い、自ら和訳した生々しい内容のシャンソンを歌唱した事に対する反発もあり、人気は急落する。そんな逆風の中、作詞・作曲活動を開始した。今もって美輪の主要なレパートリーとなっている「うす紫」、「金色の星」、「ふるさとの空の下」等の音楽作品は、この頃、既に作詞・作曲していた。しかし、その活動は当時の聴衆からも歌謡界からも理解を得られず、レコード化すらできなかった。美輪曰く「人様の情けに生かされた」不遇の時代が続くと共に、吐血等の原爆症に悩まされ始める事になる。
しかし、1963年には、中村八大らの助力により日本初となる全作品、自らの作品によるリサイタルを開催した。1964年には、「ヨイトマケの唄」を初めてステージで披露する。1966年、前年の内にレコード化された「ヨイトマケの唄」(「ふるさとの空の下で」とのカップリング)が注目され、人気が再燃する。

### 俳優 丸山明宏
1967年、寺山修司の演劇実験室・劇団天井桟敷旗揚げ公演で、寺山が美輪のために書き下ろした舞台作品『青森県のせむし男』や『毛皮のマリー』に主演する。
1968年、自叙伝『紫の履歴書』を発表する。（初版は大光社より）
江戸川乱歩原作、三島由紀夫脚本の舞台作品『黒蜥蜴』に主演して以降も、『椿姫』、『マタ・ハリ』、ジャン・コクトー原作『双頭の鷲』といった舞台や『黒薔薇の館』、『雪之丞変化』等の映画・テレビドラマでの主演を続ける。また、1970年からは、TBSラジオ「ラジオ身の上相談」を担当し、芸能人が担当する人生相談としては、異例の25年という長期に渡り続いた。

### 美輪明宏への改名と体調の悪化
1971年、三島由紀夫の供養のための読経中に『美輪』の字が浮かび、「生前三島氏が三輪神社で修行していたことに気づき神が与えてくれた名前だ」と思い、姓名判断を調べると、完全無欠な画数だったため、丸山明宏から美輪明宏に改名した。「女優引退宣言」（女性役を演じなくなるので、当時こう表現された）を行い、歌手活動に専念する。銀巴里や渋谷ジァン・ジァンでのライヴや全国各地でのリサイタルを精力的に行い、『白呪』（1975年）等のアルバムも多数発表した。また、男性役では、映画（1977年 井上ひさし原作『日本人のへそ』）やドラマ（1976年『さくらの唄』）に出演している。
1978年『枯葉の寝床』（原作 森茉莉）で舞台活動を再開するが、幼い頃より中華料理やイタリア料理、肉料理中心で食生活を過ごしてきたことによる影響が出始める。この頃より慢性気管支炎も発症し、年々悪化していく。俳優、歌手活動に支障を来たし始め、トークショー等のテレビ出演を控える様になる。しかし、その後も演劇では、1979年にエディット・ピアフの生涯を描いた、自作自演となる『愛の讃歌』を初演したり、1980年のTVアニメ「メーテルリンクの青い鳥 チルチルミチルの冒険旅行」では夜の女王役を演じている。
1983年には、舞台『毛皮のマリー』や『青森県のせむし男』を再演した。更に1984年には、『双頭の鷲』を再演するが、体調は悪化する一方で、1985年の『大典礼』（原作・演出 フェルナンド・アラバール）を最後に1993年の『黒蜥蜴』再演まで舞台から遠ざかった。この頃の通院時に医師からは「3ケ月の命かもしれない」と告げられたこともあったと1989年3月6日に出演・放送された「笑っていいとも!・テレフォンショッキング」で明かしている。
歌手としては、1984年にパリで、1987年には、パリ、マドリード、シュトゥットガルトでリサイタルを開催し、『ル・モンド』、『リベラシオン』を始め多数の新聞・雑誌に紹介・絶賛された。また、1986年からはPARCO劇場でのロングリサイタルが開始され、それ以外にも、全国各地でのリサイタル公演を開催し、舞台に立てなくなった後も切れ目なく活動を続けた。
1990年、東京芸術劇場のこけら落し公演『マリー・ローランサン』を演出した。この時、既に『黒蜥蜴』再演の企画は持ち上がっていたが、体調面から断念している。また、この年、40年近く唄い続けて来た銀座のシャンソン喫茶店・銀巴里が閉店となり、美輪は最後の日の「さよならコンサート」で自ら作詞作曲した『いとしの銀巴里』を涙ながらに歌い上げた。この模様を各メディアは挙って大きく報じ、また翌1991年の映画『黒蜥蜴』のニューヨークでのヒットなども重なり、美輪が曰く、この頃から、「メケメケ、ヨイトマケ、黒蜥蜴に続く四回目のブーム」の時期が訪れ、テレビやCM等への出演が増えた。

### 黒蜥蜴再演
1993年、1985年の『大典礼』以来、舞台に立てない程に悪化していた持病が、前年に奇跡的に完治した事で、24年ぶりに待望の『黒蜥蜴』を再演。前売りのチケットは発売日当日に完売する等、世間から脚光を浴びた。また、この再演時には、自ら主演、演出、美術、衣装、選曲を担当した。以降、上演される舞台は、1994年、1996年の『毛皮のマリー』以外、全て美輪自身の演出となった。自身が、大道具、小道具、美術・衣装・選曲を務める事が多く、脚本・振り付けを担当した作品（美輪明宏版「椿姫」）や原作まで担当した作品(「愛の讃歌」）もある。
1994年には、海外から演出、照明、音楽等、当代一流のスタッフを招き、舞台『毛皮のマリー』を再演した。この形式は、1996年の再演時にも継承されるが、美輪曰く「演出があんまりひどい時は、私が手直しした」との事で、結局、2001年の再演では、自ら演出する事となる。キャストも美少女を含め、全員男性で演じる本来の形式に戻された。
1996年、三島由紀夫が30年来熱望していた美輪演出・主演による『近代能楽集より、葵上・卒塔婆小町』を上演した。三島を歓喜させた当初のプラン通り、葵上では、舞台デザインにサルバドール・ダリと尾形光琳を取り入れ、音楽は、武満徹の『ノヴェンバー・ステップス』を取り入れ、99歳の老婆から19歳の美女への早替り（卒塔婆小町）など趣向を凝らした舞台となる。また、その年の秋には『愛の讃歌』を17年ぶりに再演した。

### 声優としても活動
1997年、13年ぶりの『双頭の鷲』再演で読売演劇大賞優秀賞を受賞した。宮崎駿監督アニメーション映画『もののけ姫』では、山犬神、モロの君の役で声優を務め、東京スポーツ映画大賞助演男優賞を受賞する。「黙れ小僧!」は特に印象的な台詞として多くの人に記憶された。
1998年には、『葵上・卒塔婆小町』を再演し、秋にはデュマ・フィス原作「美輪明宏版 椿姫」を30年ぶりに再演する。この年2本の芝居を上演したのを最後に、翌年の『双頭の鷲』以降、舞台作品は年1本の上演ペースとなる。一方、美輪が舞台活動を再開した1993年以降、芝居のスケジュールとの調整が必要となり公演がない年（1996、1997年）もあったPARCO劇場でのロングリサイタルは1998年以降「音楽会」と名を改め、毎年行われる様になる。以来、美輪のステージは春先の芝居、秋の音楽会で定着した。
2000年、銀巴里閉店後、唯一のライブ活動の場となっていた渋谷ジァン・ジァンが閉場となり、2000年3月29日が美輪のジァンジァンにおけるラストライヴとなった（閉場は2000年4月25日）。そして、エディット・ピアフの生涯を描いた舞台『エディットピアフ物語愛の讃歌』を上演した。また、この年、アルバム『白呪』が再発売される。桑田佳祐がフジテレビ系『桑田佳祐の音楽寅さん』内で『ヨイトマケの唄』を歌ったのもこの年である。
2002年に芸能生活50周年を迎える。この年には、三島由紀夫の三十三回忌に際して、『近代能楽集より 葵上・卒塔婆小町』を再演している。（相手役は宅麻伸）
2004年にジブリアニメ映画のハウルの動く城で「荒れ地の魔女」の声を演じる。
2005年には、テレビ番組『オーラの泉』が始まり、「愛の伝道師」として出演している。
2006年、美輪明宏原作、演出、美術、衣装、主演、舞台『エディットピアフ物語愛の讃歌』を再演した。
2007年、美輪明宏携帯サイト「美輪明宏 麗人だより」を開設した。
2009年、劇場版ポケットモンスター ダイヤモンド&パール アルセウス 超克の時空へ(劇場版ポケモン第12弾)でアルセウスを演じる。
2010年、三島由紀夫原作の舞台『近代能楽集より 葵上・卒塔婆小町』を再演した。（相手役は木村彰吾、岩田知幸）
2012年、『第63回NHK紅白歌合戦』に初出場を果たし、「ヨイトマケの唄」を歌った。77歳での『NHK紅白歌合戦』初出場は史上最年長で、デビュー60年での初出場も史上最長記録である。歴代出場者全体の年齢から見ても、1989年の『第40回NHK紅白歌合戦』に満78歳で出場した藤山一郎に次ぐ歴代2位。
2013年1月24日発売の「週刊文春」で、約8年前に自身の個人事務所「オフィス・ミワ」社長と養子縁組している事が報じられた。美輪の17歳年下で、文学座の研究生だった17歳の頃、美輪の付き人が辞めることとなり、知人の紹介で付き人となって以来、身の回りの世話をするようになった。その後は『青年座』や『青俳』などに在籍し、NHK大河ドラマ『黄金の日日』にも出演経験があり、声優としても活動していた（芸名：藤堂貴也）。「オフィス・ミワ」前社長が高齢のため退任した後、社長に就任し名実ともに美輪を支えてきた。『第64回NHK紅白歌合戦』に出場し、藤山一郎の持つ最年長出場に並んだ。
同じく2013年、フランス人の映画監督による美輪明宏のドキュメンタリー映画が作られ、DVDにもなった。ナレーションはフランスの産業大臣の妻が担当した。
2014年4月から、美輪明宏主演の舞台『愛の賛歌〜エディット・ピアフ物語』がリバイバルで全国公演される。前回の公演ではこの舞台を見た瀬戸内寂聴が感激して楽屋を訪れ、「私は今まで映画や舞台をたくさん見てきたが、この芝居が一番感動した」と言って号泣したという。同じく、この舞台を見た東山紀之も感激して美輪の楽屋を訪れ、「僕、今まで自分がこんなに泣けるとは思わなかったですよ」と言い号泣したという。同年『第65回NHK紅白歌合戦』に出場し、史上最年長出場記録を打ち立てた。
2015年、『第66回NHK紅白歌合戦』に出場を果たし（翌年落選し、これが現在最後の出場となっている）、自身の持つ史上最年長を更新すると同時に史上初の80代での出場となる。なお、当時80歳での美輪の出場は正規枠では最年長出場記録を保持しているものの、正規出場者以外では2010年の『第61回NHK紅白歌合戦』に当時83歳で出演した熊倉一雄がいる。
2018年、東京都名誉都民に顕彰される。

### 脳梗塞からの回復
2019年9月11日、軽い脳梗塞を発症し入院した。舞台公演が中止になる。その後入院から約2か月後の2019年11月17日、TBSラジオ「美輪明宏薔薇色の日曜日」で仕事に復帰した。同年12月17日に東京・西新宿で行われた「明治きのこの山・たけのこの里国民総選挙2019」の結果発表会に出席し公の場での復帰を果たす。
2022年、第73回NHK放送文化賞を受賞
。

## 人物
- “日本初のシンガーソングライター”と自称している（ただし、加山雄三も“日本初のシンガーソングライター”を自称している）。
- 昔、ラジオで人生相談の番組を長年担当していた（詳細は略歴「俳優 丸山明宏」の節を参照）。
- 敬愛するエディット・ピアフのサイン入りの古いレコードを持っている。これはフランス人の映画監督からお土産としてもらったものである。
- 中性的な風貌から、『ウルトラQ』の第16話の準備稿ではセミ人間のイメージキャストとして“丸山明宏”（美輪の本名）が挙げられている[15]。
- 2011年3月28日、『徹子の部屋』に出演した際には、「いろんな病気をして来て肺を患った時、30代で一気に白髪になった」旨の発言をしている。その後長らく髪の毛を黒く染めていたが、1998年頃より風水に基づき黄色く染めロング・ヘアーにしている。
- 「好きな食べ物は?」との質問に、「人の悩みを食べて、涙を飲んで生きてるの」と答えた[16]。
- 長年、『法華経』を信仰し、池上本門寺朗子会館で人生相談のボランティアをしていた。
- かつては日産フィガロを愛車にしていた。

### 交友関係
- 長崎海星中学校時代の同級生に西岡武夫（第28代参議院議長）がおり、両者は西岡が亡くなるまで親交が深かった。美輪は、西岡の荒々しい性格と行動力に一目置いていた事や、西岡の純粋さを好んでいた事を語っている[17]。
- 銀巴里時代から数多くの作家（三島由紀夫、江戸川乱歩、川端康成、澁澤龍彦、吉行淳之介、瀬戸内寂聴、藤島泰輔、なかにし礼、大江健三郎等）や画家（東郷青児、中原淳一、横尾忠則等）、演劇人（十七代目中村勘三郎、十八代目中村勘三郎、杉村春子、初代水谷八重子、二代目水谷八重子、赤木圭一郎、田宮二郎、寺山修司、蜷川幸雄、五代目坂東玉三郎、渡辺えりなど）、作曲家（池辺晋一郎など）、歌手（フレディ・マーキュリー、吉井和哉等）と交流を深める。
- 『薔薇族』初代編集長の伊藤文學とは、同誌創刊時（1971年）に美輪が第二書房を訪れて祝福する等の間柄であった。その時、美輪はロールスロイスを運転して、ボロ家の第二書房に買い行き、その数年後には、豪華な門灯を贈っている[18]。伊藤は1970年代半ばに美輪が新宿5丁目のQフラットビルに開いたクラブ「巴里」の客であり、巴里に触発された伊藤は同じビルの向かいに「談話室 祭」を開店させている[19]。2005年4月には『薔薇族』復刊号で美輪と伊藤は対談している。
- スピリチュアルカウンセラー江原啓之に信頼を置き、霊能者木村藤子とも親交関係を築いており、金銭目的で占い師、霊能者を自称する輩が殆どである中で「数少ない本物」であると認めている[20]。
- 奥山和由の監督作品『RAMPO』を絶賛しており、奥山が松竹を追放された後に、設立した会社「チームオクヤマ」の名付け親になるなど応援し続けている。
- 華道家の假屋崎省吾は美輪明宏のおっかけ（本人公認）を自認しており、美輪から「美を紡ぎ出す手を持つ人」と評されたことを誇りにしている。
- 交友関係にあった作曲家・古賀政男の最後の門下生であった佳山明生の名付け親でもある（本名の丸山明宏より苗字と名前のそれぞれ一文字ずつとったもの）。
- 1994年に刊行された弁護士の福島瑞穂（のちに参議院議員、社会民主党党首）との対談では、意気投合し、美輪の側から食事に誘い、交流を続けていくことで一致して終わっている[21]。2013年の福島のツイッター上の投稿では、新幹線の車内で美輪が福島に声をかけ、社会情勢について意見交換をしたエピソードが紹介されている[22]。
- 水木しげるとも交流があり、美輪は水木の絵や漫画が大好きで、1998年には、水木の作画活動50周年を記念して刊行された『水木しげる妖怪原画集 妖鬼化（むじゃら）』（ソフトガレージ出版）で美輪は水木と対談もしており、妖怪・音楽・音・幸福・吉凶禍福・人生の体験など幅広い談義となり、2002年に刊行された美輪の著書の一つである『ああ正負の法則』（パルコ出版）でも、美輪はこの時の水木との対談や同じ意見を述べている。
- しかしその一方で同じLGBTの当事者であるおすぎとピーコに対しては、おすぎが口にする「どうせ私たちはオカマだから。」という物言いに対し、「自分は同性愛に対する偏見に対して闘ってきたのに、あの二人はテレビで、偏見に満ちた蔑称である“オカマ”と言う言葉を自分達から連呼して、あえて笑われ者になる事で、同性愛者への偏見を助長している。折角同性愛が市民権を得てきたのに、歴史が逆戻りする事になる。その根性が実に卑しい。消えてしまえばいい。この、馬鹿者どもが！」と厳しく批判、「昔はコンサートや舞台公演等に招待していたが、今は絶縁している。」と語り、ある時期から会っていない事を公表している[23]。

### その他
- 講談社発行の月刊誌「現代」で、2007年9月号から2008年1月号までノンフィクション作家・豊田正義が、美輪明宏の評伝を連載した。タイトルは『オーラの素顔』。美輪の少年時代から始まり、赤木圭一郎との哀恋、三島由紀夫や寺山修司との芸術的交流、江原啓之との出会い、『オーラの泉』の裏話まで、美輪の人生が精緻な取材で描かれており、単行本化されている。
- インタビューで「若さと、オッパイがでかい、可愛いだけの水着の巨乳のお姉ちゃんはいりません」「巨乳美女は小池栄子さん以外ダメ」と巨乳ヘイト、グラビアアイドル差別を女性自身インタビューで発言[24]。
- SAPIOのインタビューで、楯の会の青年が楽屋にきたことがあり、いきなり「申し訳ありませんっ」と土下座したという。美輪が「どうなすったの？」って聞いたら、「三島先生や川端（康成）先生のような方がオカマごときのファンなのはけしからんから、いいかげんなものだったらメチャクチャにしてやろうと思った」という。でも彼は、「コンサートは泣けて仕方なかった。天才たちがファンになったのは分かりました。申し訳ない」と言われたという。
- 三島由紀夫は、「君の欠点は、僕に惚れないことだ」と言っており、映画『黒蜥蜴』では、美輪とのキスシーンがあるとの事で台詞のない役を引き受けたほどであった。ある時、美輪のコンサートにバラの花束を直に差し入れに来たが、ただならぬ様子があったものの問いただすことが出来なかったという。そして、三島由紀夫事件が起きて、これが今生の別れとなってしまったという。
- 2015年に成立した平和安全法制に反対の姿勢を表明しており、さらに安倍晋三を指して、「安倍首相も自民党に投票した人もまず自分が戦地に行きなさい」と述べている[25]。
- 近年、台湾ではある女性のSNSを発信のきっかけによりスマートフォンの待ち受け画面にしておくと願いが叶うなど幸運が重なるとして、幸運の象徴になると話題になり、人気が上昇している。

## 作品

### シングル
1. メケ・メケ/ジェルソ・ミーナ（1957年 SB-31、日本コロムビア）
2. ジョリー・シャポー/目を閉じて（1957年 SB-35 ）
3. 蟻の街シャンソン / 指男 （1959年）
4. ヨイトマケの唄/ふるさとの空の下に （1965年 BS-261、キングレコード ）
5. 太陽が大好き / 兄弟
6. 湯どうふの唄/トニーの唄（1966年）
7. 雪国の女ごころ/哀しみの中から（1967年 BS-642 ）
8. 黒蜥蜴の唄 / 息子よ （1968年）
9. むらさき小唄/大江戸出世小唄（1970年4月10日 SN-941、テイチク）テレビドラマ「雪之丞変化」主題歌）
10. 東京娘/人生の並木路（1971年）
11. ヨイトマケの唄 / メケ・メケ （1973年 BS-1725 、キング）ベストカップリングシリーズ）
12. 昼メロ人生/砂漠の青春（1983年4月）
13. ヨイトマケの唄 / ラストダンスは私と （1998年12月23日）
14. 特選・歌カラベスト3 ヨイトマケの唄/いとしの銀巴里/人の気も知らないで（2003年10月1日）
15. 特選：歌カラ1000 ヨイトマケの唄/別れ話（2010年10月27日）
16. ヨイトマケの唄/愛しの銀巴里/愛の讃歌（2012年3月7日） - オリコンシングルチャート200位（2013年1月21日付）
17. ヨイトマケの唄/ふるさとの空の下に （2013年10月23日）
18. 愛の讃歌/群衆 （2014年10月22日）
19. 特選・歌カラベスト3 老女優は去りゆく/愛の贈り物/ヨイトマケの唄（2017年1月11日）
20. 特選・歌カラベスト3 ヨイトマケの唄/愛の讃歌/ふるさとの空の下に（2018年11月21日）
21. 特選・歌カラベスト3 ヨイトマケの唄/愛の讃歌（日本語バージョン）/愛しの銀巴里（2020年8月5日）

### オリジナル・アルバム
1. ヨイトマケの唄 （1966年・SKK-167、2021年11月17日）
2. 丸山明宏デラックス （1969年、SKD-10）
3. 別れのブルース おんなと愛を唄う（SKD-20）
4. 日本心中歌謡史（1973年）
5. 白呪（1975年、2000年、2006年、2011年）
6. BRAVA DIVA MIWA（2013年12月）

### ベスト・アルバム
1. 華麗な世界（1973年、SKA-60）
2. 美輪明宏の世界 （1987年4月21日、1994年1月21日、2006年11月8日、2018年8月22日）
3. 愛の贈り物（1991年8月21日、2006年11月8日、2018年8月22日）
4. 全曲集（1996年9月21日）
5. 全曲集（1999年9月3日、KICX-2523)
6. 全曲集（2000年9月6日、KICX-2616）
7. 全曲集（2001年9月5日、KICX-2711)
8. 全曲集（2002年9月2日、KICX-2812）
9. 全曲集（2003年9月3日、KICX-2912）
10. 全曲集（2004年9月1日、KICX-3212）
11. ベストセレクション シャンソン・アルバム（2004年12月1日）
12. 全曲集 （2005年9月7日、KICX-3312）
13. テイチク・ワークス 1970-1971（2006年4月26日）
14. 全曲集（2006年9月6日、KICX-3412）
15. 全曲集（2007年9月5日、KICX-3512）
16. 全曲集 2009（2008年09月10日）
17. ベストセレクション（2008年11月26日）
18. 全曲集 2010（2009年9月9日）
19. ベストセレクション2010（2010年4月7日）
20. 全曲集 2011（2010年10月6日）
21. 全曲集 2012（2011年9月7日）
22. 全曲集 2013（2012年10月10日） - オリコンアルバムチャート251位（2013年3月4日付）
23. 全曲集 2014（2013年9月4日）
24. 全曲集 2015（2014年9月10日）
25. 全曲集 2016（2015年9月16日）
26. ベストセレクション2016（2016年4月6日）
27. 全曲集 2017（2016年9月7日）
28. 全曲集 2018（2017年9月6日）
29. 全曲集 2019（2018年9月5日）
30. 全曲集 2020（2019年9月4日）
31. 全曲集 2021（2020年9月9日）
32. 全曲集 2022（2021年9月8日）
33. 全曲集 （2022年9月7日）
34. 全曲集 （2025年1月1日）

### 企画アルバム
1. 丸山明宏”魅惑の古賀メロ”を唄う（1971年1月5日）
2. 懐かしの欧州ヒット曲集 シャンソンとタンゴ（1973年、日本ビクター）
3. ヨーロッパ・ヒットをうたう（CHANTE LES TUBE POPULAIRE EUROPIA）（1992年10月21日、2006年11月8日、2018年8月22日）
4. 昭和の名歌を唄う（1995年9月6日、2006年11月8日、2018年8月22日）
5. 日本の心を歌う（1999年8月27日、2018年8月22日）
6. 《愛》を歌う（2001年2月21日、2018年8月22日）
7. 古賀メロディーを唄う（2002年10月22日、2018年8月22日）
8. 日本の詩を唄う（2006年11月8日、2018年8月22日）
9. メケ・メケ （2014年2月、日本コロムビア）
10. 愛の讃歌 エディット・ピアフに寄せて（2014年7月）

### ライブ・アルバム
1. 魅惑のコンサート（1977年、ポリドール）
2. 老女優は去り行く 美輪明宏のすべて（1978年、CBS・ソニー）
  - 老女優は去り行く 美輪明宏のすべて+2（2013年4月10日、ソニー・ミュージックダイレクト）
3. 喝采~銀巴里ライヴ（1981年12月、ビクター、1994年12月1日、2017年2月22日）
4. ジァン・ジァンライブ'94（1995年2月20日）

### ボックス・セット
1. 美輪明宏全集オリジナルを唄う（2002年3月6日）
2. 美輪明宏大全集（2015年12月）

### オムニバス
1. シャンソン・ド・銀巴里（1970年4月5日）（2012年6月）
2. 魅惑のシャンソン（1997年12月）
3. 魅惑のムード・ヴォーカル 癒しの歌声コレクション（2010年2月）

### 映像作品
1. 人生愛と美の法則1（2006年3月24日）
2. 人生愛と美の法則2（2006年3月24日）
3. リサイタル”愛” 1 日本の心を唄う~'91秋パルコ劇場~（2006年12月6日）
4. リサイタル”愛” 2 サンジャンの恋人~'91秋パルコ劇場~（2006年12月6日）
5. リサイタル”愛” 3 愛しの銀巴里~'93秋パルコ劇場~（2006年12月6日）
6. リサイタル”愛” 4 愛の賛歌~'93秋パルコ劇場~（2006年12月6日）
7. 毛皮のマリー 2001年版 （2011年5月）
8. 雪之丞変化 DVD-BOX （2013年6月）
9. 美輪明宏ドキュメンタリー~黒蜥蜴を探して~（2013年12月）

### その他
- 誰も - 音楽バラエティー番組『夢であいましょう』（NHK）「今月の歌」

## 出演

### 舞台
- 青森県のせむし男（1967年、1983年）
- 毛皮のマリー（1967年、1983年、1994年、1996年、2001年、2009年）
- 黒蜥蜴 （1968年、1969年、1993年、1994年、1997年、2003年、2005年、2008年、2013年、2015年）
- 双頭の鷲 （1968年、1984年、1997年、1999年、2007年、2008年）
- 椿姫 （1968年、1969年、1998年、2004年、2012年）
- マタ・ハリ（1969年）
- 枯葉の寝床（1978年）
- 愛の讃歌 エディット・ピアフ物語（1979年、1981年、1996年、2000年、2006年、2011年、2014年）
- 花粉熱（1979年）
- リチャード三世（1980年）
- アラバールの大典礼（1985年）
- 近代能楽集より 葵上・卒塔婆小町（1996年、1998年、2002年、2010年）

### 映画
- 永すぎた春（1957年） - シャンソン歌手 役
- 暖流(1957年)  - KRテレビ（現在のTBS）に出演中の歌手
- 女であること（1958年）  - 歌手 （オープニングで同名主題歌を歌う）
- 東京野郎と女ども（1958年） - 舶来のシスターボーイ
- 蟻の街のマリア（1958年） - ジャン
- 愛情の都（1958年） - 歌手 役（銀座のクラブの出演歌手として歌う）
- 体当りすれすれ娘（1959年） - 佐伯登
- 新婚列車（1959年） - 君島登
- 未婚（1959年） - 四人組仙吉
- 激闘（1959年） - 香港ジョー
- 夜の配役（1959年） - 吉岡
- 愛の濃淡（1959年） - ロロ
- 続べらんめえ芸者（1960年） - 小柳明
- 銀座退屈娘（1960年） - 大沢ジロー
- 風流滑稽譚 仙人部落（1961年） - 洗濯屋の小僧
- 猟人日記（1964年） - 本人
- 黒蜥蜴（1968年松竹 深作欣二監督） - 黒蜥蜴（緑川夫人）
- 黒薔薇の館（1969年、松竹、深作欣二監督） - 藤尾竜子
- 女賭博師壷くらべ（1970年、大映、井上芳夫監督） - 竜神のお松
- 書を捨てよ町へ出よう（1971年、日本ATG、寺山修司監督） - 地獄のマヤ
- バカ政ホラ政トッパ政（1976年、東映、中島貞夫監督） - シャンソン歌手
- 日本人のへそ（1977年、日本ATG、須川栄三監督） - 会社員、偽学生=ヤクザ、助教授（3役）
- TAKESHIS'（2005年、松竹／オフィス北野、北野武監督） - 大物歌手（本人）
- 美輪明宏ドキュメンタリー ～黒蜥蜴を探して～（原題：Miwa, à la recherche du lézard noir）（2010年、フランス、パスカル＝アレックス・ヴァンサン監督）
- ドキュメンタリー映画『追憶』（2016年） - ナレーション [26]
- 長崎-閃光の影で-（2025年、アーク・エンタテインメント） - 語り[27]

### テレビドラマ
- 魅惑の宵（1959年10月2日 - 1961年4月7日、フジテレビ）
- パノラマ劇場 第27話「野良猫天国」（1960年11月6日、NHK総合）
- 創作劇場 「銀座の山賊」（1962年11月10日、NHK総合）
- プロ（1963年8月24日、日本テレビ）
- NHK劇場 「恋すれば物語」（1964年12月18日、NHK総合）
- 夜の配当（1965年9月4日 - 25日、TBS）
- プレイガール 第1話「男無用の女ども」（1969年4月7日、東映 / 東京12チャンネル）
- 五番目の刑事 第11話「白バラは白夜に散った」（1969年12月11日、東映 / NET） - 万里小路霞
- 雪之丞変化（1970年4月6日 - 6月29日、松竹 / フジテレビ） - 中村雪之丞 / 闇太郎
- 非情のライセンス 第1シリーズ 第23話「兇悪のシャンソン」（1973年9月6日、東映 / NET） - ICPO捜査官・サリー丸山
- さくらの唄（1976年、TBS）
- NHK大河ドラマ
  - 草燃える（1979年） - 火見王
  - 義経（2005年） - 鬼一法眼
- ニュードキュメンタリードラマ昭和 松本清張事件にせまる 第23回「三島由紀夫自決事件」（1984年9月13日、国際放映 / ANB） - 証言者として出演
- 西遊記 （1994年、日本テレビ） - 提婆達多の声
- 連続テレビ小説 「花子とアン」（2014年、NHK総合） - ナレーション
- 命売ります（2018年1月13日 - 3月24日、BSテレ東） - ナレーション
- 大江戸もののけ物語（2021年、NHK BSプレミアム） - ナレーション

### バラエティ他
- 0スタジオ おんなのテレビ（1968年、TBS） - 司会（金曜日）
- それいけ!!ココロジー（1991年4月20日 - 1992年3月21日、日本テレビ系）
- ん?!さんま（日本テレビ）
- 山田邦子のしあわせにしてよ (TBS)
- 社会の窓（フジテレビ）
- 地球は女で回ってる?（日本テレビ）
- 国分太一・美輪明宏・江原啓之のオーラの泉（2005年 - 2009年、テレビ朝日系）
- NHK人間講座「人生 愛と美の法則」（2005年2月 - 3月、NHK教育） - 月曜日の講義
- 知るを楽しむ・私のこだわり人物伝「寺山修司」（NHK教育、2006年4月）
- 極上の月夜（日本テレビ、2006年10月 - 2007年3月）
- 「ビートたけしが斬る!実録!大河スペシャル 昭和の真相 1989年! 『つづく。で終る物語』」（2007年12月26日、テレビ朝日系）
- 「ブラボー!ニッポン 美輪明宏からの遺言…」（2008年1月8日、TBS）
- 未来観測 つながるテレビ@ヒューマン（NHK総合） - サポーター（月1回程度出演）
- クイズ世界はSHOW by ショーバイ!!（日本テレビ系） - 初期準レギュラー
- ありえへん∞世界（2010年10月 - 、テレビ東京系）
- 美輪乃湯（2011年6月11日-2015、NHKワンセグ2、NHK Eテレ）
- ミュージック・ポートレイト（2011年7月30日、NHK Eテレ）
- ネプの超法則!!（2012年10月20日 - 2013年1月26日、TBS）
- 真夏の夜の美輪明宏スペシャル（2013年8月21日、NHK総合）
- SONGS 美輪明宏（2013年9月21日、NHK総合）
- BSプレミアム「100年インタビュー美輪明宏」（2013年12月30日 NHK BS）
- 奇跡の絶景 霊峰富士（2014年1月12日、BS-TBS） - ナレーション
- ニュースな晩餐会（2014年10月-2015年8月、フジテレビ） - 主宰者
- にほんごであそぼ（2016年4月 -2021 、NHK Eテレ） - みわサンの声 [28]
- 没後50年　今夜はトコトン“三島由紀夫”（2021年1月10日、NHK-BS）[29]
- 美輪明宏 愛のモヤモヤ相談室（2022年4月 - 、NHK Eテレ）

#### NHK紅白歌合戦出場歴
| 年度   | 放送回 | 回 | 曲目                    | 出演順 | 対戦相手   | 備考   |
| ------ | ------ | -- | ----------------------- | ------ | ---------- | ------ |
| 2012年 | 第63回 | 初 | ヨイトマケの唄          | 21/25  | 和田アキ子 |        |
| 2013年 | 第64回 | 2  | ふるさとの空の下に      | 19/23  | 石川さゆり |        |
| 2014年 | 第65回 | 3  | 愛の讃歌                | 22/23  | 中島みゆき | トリ前 |
| 2015年 | 第66回 | 4  | ヨイトマケの唄（2回目） | 23/26  | レベッカ   |        |

注
- 対戦相手の歌手名の( )内の数字は、その歌手との対戦回数、備考のトリ等の次にある( )はトリ等を務めた回数を表す。
- 曲名の後の(○回目)は、紅白で披露された回数を表す。
- 出演順は「（出演順) / (出場者数)」で表す。

### 劇場アニメ
- 幻魔大戦（1983年、角川書店、りんたろう監督） - フロイ 役
- もののけ姫（1997年、スタジオジブリ、宮崎駿監督） - モロの君 役[30]
- ハウルの動く城（2004年、スタジオジブリ、宮崎駿監督） - 荒地の魔女 役[31]
- 劇場版ポケットモンスター ダイヤモンド&パール アルセウス 超克の時空へ（2009年、東宝、湯山邦彦監督） - アルセウス 役

### テレビアニメ
- メーテルリンクの青い鳥 チルチルミチルの冒険旅行（1980年1月9日 - 7月9日、フジテレビ） - 夜の女王 役[32]

### ラジオ
- 「ズバリ快答!テレフォン身の上相談」（1970年 - 1996年、TBSラジオ）
- 「美輪明宏 薔薇色の日曜日」（2003年 - 2020年3月29日[33]、TBSラジオ）
- 「金色の時間」（2021年1月1日、NHK-FM）[34]
- 「美輪明宏の薔薇色の人生」（2023年6月4日 - 、TBSラジオ）

### CM
- DHC オリーブバージンオイル
- 森永乳業 Creap
- マザーズオークション
- 東京電力 Switch!
- 日本コカ・コーラ 紅茶花伝
- HONDA エアウェイブ（2006年）
- おやつカンパニー フランスパン工房（2007年）※衣裳は自前である。
- ディー・エヌ・エー comm
- リクルート 受験サプリ
- 日産・デイズ - ナレーター
- ユニバーサル・スタジオ・ジャパン ウィザーディング・ワールド・オブ・ハリー・ポッター
- ACジャパン- 「2017年度全国キャンペーン  『苦情殺到！桃太郎』」（2017年7月）
- 明治「きのこの山」（2019年）
- 日清食品「どん兵衛」 - ナレーション（2022年）

### 携帯公式サイト
- 「美輪明宏 麗人だより」（2007年11月26日 - ）

### 音声ガイド
- 東京国立博物館「伊勢神宮と神々の美術展」（2009年）

## 著書

### 単著
- 丸山明宏『紫の履歴書』大光社、1968年9月20日。NDLJP:2518599。のち角川文庫、水書坊
- 『新・紫の履歴書』面白半分 1976
- 『獅子の座蒲団 霊感・人生相談』角川書店 1983年 のち「獅子の座ぶとん」文庫
- 『霊の実在』明日香出版社 1984 現代辻説法
- 『生きるって簡単』佼成出版社 1987年
- 『悩まなくてよい本 霊能的雑業家の開運アドバイス』佼成出版社 ダルマブックス 1987
- 『ほほえみの首飾り 南無の会辻説法』水書坊 1989
- 『光をあなたに：美輪明宏の心麗相談』メディアファクトリー 1995年
- 『人生ノート』パルコ出版 1998年
- 『天声美語』講談社 2000年
- 『強く生きるために』主婦と生活社 2000年
- 『ああ正負の法則』パルコ出版 2002年
- 『愛の話 幸福の話』集英社 2002年
- 『地獄を極楽にする方法』主婦と生活社 2003年
- 『霊ナァンテコワクナイヨー』パルコ出版 2004年
- 『人生学校虎の巻』家の光協会 2005年 ISBN 978-4-259-54671-7
- 『戦争と平和 愛のメッセージ』岩波書店 2005年 ISBN 978-4-00-023648-5
- 『美輪明宏のおしゃれ大図鑑』集英社 2005年 ISBN 978-4-08-780413-3
- 『世なおしトークあれこれ』パルコ出版 2007年 ISBN 978-4-89194-751-4
- 『続・人生学校虎の巻』家の光協会 2008年
- 『乙女の教室』集英社 2008年
- 『愛と美の法則』パルコ出版 2009年
- 『花言葉』パルコ出版 2010年 ISBN 978-4-89194-835-1
- 『悩みも苦しみもメッタ斬り！』家の光協会 2011年 ISBN 978-4-259-54735-6
- 『明るい明日を』パルコ出版 2012年 ※第18回スポニチ文化芸術大賞グランプリ受賞
- 『人生はドンマイドンマイ』家の光協会 2013年
- 『楽に生きるための人生相談』朝日新聞出版（2015年12月7日）
- 『心の嵐を青空に』家の光協会（2016年12月12日）
- 『愛の大売り出し』パルコ（2018年2月28日）
- 『おだやかに生きるための人生相談』朝日新聞出版（2019年9月6日）
- 『ほほえみを忘れずに。ルンルンでいきましょう』家の光協会（2020年12月16日）
- 『私の人生論　目に見えるものは見なさんな』毎日新聞出版（2024年6月10日）
- 『愛のモヤモヤ相談室』大和書房（2024年10月27日）
- 『あなたの人生を導く-美輪ことば』中央公論新社（2024年11月）

### 共著
- 『ぴんぽんぱんふたり話』瀬戸内寂聴共著 集英社 2003年4月 ISBN 978-4-08-775295-3
- 『人生讃歌 愉しく自由に美しく、又のびやかに』齋藤孝共著 大和書房 2004年5月 ISBN 978-4-479-01169-9
- 『憲法を変えて戦争に行こうという世の中にしないための18人の発言』 井筒和幸・井上ひさし・香山リカ・姜尚中・木村裕一・黒柳徹子・猿谷要・品川正治・辛酸なめ子・田島征三・中村哲・半藤一利・ピーコ・松本侑子・森永卓郎・吉永小百合・渡辺えり共著 岩波書店（岩波ブックレット） 2005年 ISBN 4-00-009357-6
- 『日本人なら「気品」を身につけなさい ボクらの時代』瀬戸内寂聴・平野啓一郎共著 扶桑社 2008
- 『美輪明宏が語る寺山修司 私のこだわり人物伝』寺山修司共著 角川文庫 2010年6月
- 『祈り ナガサキノート2』 朝日新聞長崎総局編著 朝日新聞社文庫 2010年7月 ISBN 978-4-02-261677-7
- 『これからを生きる人へ』共著：瀬戸内寂聴　 PHP研究所　PHP文庫 2018年3月1日

### 連載
- 『美輪明宏のごきげんレッスン』[婦人公論]（中央公論新社）2022-
- 『美輪明宏の人生相談』[家の光]（家の光協会）
- 『悩みのるつぼ』[朝日新聞be]（朝日新聞社）